# Perikopa
Perikopa (z řeckého περικοπή perikopé, úryvek) je úryvek z Bible určený pro čtení při křesťanských a židovských bohoslužbách. Označení se používá od 16. století. Perikopy jsou obsaženy v příslušných liturgických knihách (zejména se jedná o lekcionář a evangeliář). 

Perikopy se liší podle jednotlivých církevních tradic a denominací, mívají však podobnou strukturu, ale také různou závaznost k bohoslužebnému užití. Jen v židovské bohoslužbě je pochopitelně pořádek odlišný.